# Lepricornis ochracea
Lepricornis ochracea är en fjärilsart som beskrevs av Hans Ferdinand Emil Julius Stichel 1910. Lepricornis ochracea ingår i släktet Lepricornis och familjen Riodinidae. Inga underarter finns listade i Catalogue of Life.